# 10874 Локателлі
10874 Локателлі (10874 Locatelli) — астероїд головного поясу, відкритий 4 жовтня 1996 року.
Тіссеранів параметр щодо Юпітера — 3,517.